# فيكتور سانتوس
فيكتور سانتوس (بالإسبانية: Víctor Santos)‏ هو فنان قصص مصورة إسباني، ولد في 1977 في بلنسية في إسبانيا.